# عمارة خلوية
العمارة الخلوية أو الهندسة المعمارية الخلوية أو البنيان الخلوي هي دراسة التركيب الخلوي لأنسجة الجهاز العصبي المركزي تحت المجهر، وهي إحدى طرق تحليل الدماغ، عن طريق تقسيم الدماغ باستخدام مشراح، وصبغ هذه الأقسام بالعوامل الكيميائية التي تكشف عن مكان وجود العصبونات المختلفة.

## تاريخ العمارة الخلوية الدماغية
بدأت العمارة الخلوية الدماغية في الظهور بالتزامن مع ظهور علم الأنسجة (علم تشريح وصبغ شرائح الدماغ بغرض فحصها). ويُعزى ذلك إلى الطبيب النفسي الفييني تيودور ماينرت (1833-1892)، الذي لاحظ عام 1867 اختلافات مكانية في التركيب النسيجي لأجزاء مختلفة من المادة الرمادية في نصفي الكرة المخية.
وكان بول فليتشيغ هو أول من مثل العمارة الخلوية للعقل البشري بـ 40 منطقة.
ثم مثل بعده ألفريد والتر كامبل العمارة الخلوية للدماغ البشري بـ 14 منطقة.
حدد السير جرافتون إليوت سميث (1871-1937)، وهو مواطن من نيو ساوث ويلز يعمل في القاهرة، 50 منطقة في الدماغ. وعمل كوربينيان برودمان على أدمغة أنواع مختلفة من الثدييات وقسم القشرة الدماغية إلى 52 منطقة منفصلة (منها 44 في الإنسان، والثماني المتبقية في دماغ الرئيسيات غير البشر). واستخدم برودمان الأرقام لتمييز المناطق المختلفة  وكان يعتقد أن كل واحدة من هذه المناطق تخدم غرضًا وظيفيًا مخصصا.
أنتج أخصائيان أمراض الأعصاب كونستانتين فون إكونوميو وجورج إن كوسكيناس عملًا بارزًا في أبحاث الدماغ عن طريق تحديد 107 منطقة قشرية على أساس معايير العمارة الخلوية. واستخدموا الحروف لتصنيف المناطق.